# Historische personages
Historische personages is een educatieve Franse stripreeks die zich de verhalen vertelt van een aantal historische personages. In het Frans werden de eerste drie albums op de markt gebracht onder de titel Alix raconte (Alex vertelt) en staan Alex en Enak op de voorpagina getekend. Vanaf 2010 koos de uitgever voor een andere naam voor de reeks, namelijk Jacques Martin raconte (Jacques Martin vertelt).
In het Nederlands maakt de uitgeverij geen onderscheid tussen beide series.
| Jaar | Titel                | Tekenaar      | Scenarist                     | Originele titel           | Jaar |
| ---- | -------------------- | ------------- | ----------------------------- | ------------------------- | ---- |
| 2008 | Alexander de Grote   | Jean Torton   | François Maingoval            | Alexandre le grand        | 2008 |
| 2008 | Cleopatra            | Éric Lenaerts | François Maingoval            | Cléopâtre                 | 2008 |
| 2008 | Nero                 | Yves Plateau  | François Maingoval            | Néron                     | 2008 |
| 2010 | Napoleon Bonaparte 1 | Jean Torton   | Pascal Davoz & Jacques Martin | Napoléon Bonaparte Tome 1 | 2010 |
| 2013 | Napoleon Bonaparte 2 | Jean Torton   | Pascal Davoz & Jacques Martin | Napoléon Bonaparte Tome 2 | 2013 |
| 2014 | Napoleon Bonaparte 3 | Jean Torton   | Pascal Davoz & Jacques Martin | Napoléon Bonaparte Tome 3 | 2014 |
| 2015 | Napoleon Bonaparte 4 | Jean Torton   | Pascal Davoz & Jacques Martin | Napoléon Bonaparte Tome 4 | 2015 |

In mei 2021 werden de albums over Napoleon Bonaparte gebundeld als integraal en uitgegeven door Casterman.

## Enkel in het Frans verschenen
Niet alle albums zijn vertaald uit het Frans naar het Nederlands. 
| Jaar | Titel                                         | Tekenaar          | Scenarist      | Uitgeverij |
| ---- | --------------------------------------------- | ----------------- | -------------- | ---------- |
| 2007 | Waterloo - Les Uniformes de l'Armée Francaise | Pierre Legein     | Jacques Martin | Casterman  |
| 2008 | Le Costume sous la révolution et l'empire     | Jean-Marie Pâques | Jacques Martin | Casterman  |
| 2008 | Bonaparte - La Campagne d' Égypte             | Jérôme Mondoloni  | Jacques Martin | Casterman  |